# La maschera dei Borgia
La maschera dei Borgia (Bride of Vengeance) è un film del 1949 diretto da Mitchell Leisen.
È un film d'avventura a sfondo drammatico e storico statunitense con Paulette Goddard, John Lund e Macdonald Carey. È ambientato nell'Italia rinascimentale del XVI secolo e segue le vicende della famiglia dei Borgia.

## Trama
All'alba del XVI secolo, Cesare Borgia, affamato di mire espansionistiche, invita a Roma il duca Alfonso I d'Este chiedendo di far marciare il suo esercito attraverso Ferrara, diretto verso la Repubblica di Venezia; il rifiuto del sovrano estense scatena le manovre di Cesare che, per mano del suo feroce luogotenente Michelotto, fa strangolare il diciannovenne Alfonso d'Aragona, secondo marito di sua sorella Lucrezia. Facendo credere a quest'ultima che il responsabile dell'omicidio sia proprio il duca d'Este, la costringe a sposarlo per poterlo più facilmente avvelenare con l'aiuto di lei. 
Prima delle nozze con la bella Lucrezia, temendo segretamente i Borgia, Alfonso si premunisce facendo costruire un enorme cannone. La potenza dei cannoni ferraresi era molto nota in tutta Europa. Alla festa nuziale (1502), Alfonso presenta a suo cognato il fiore all'occhiello della sua corte, il celebre pittore veneziano Tiziano, incaricato di ritrarre la sposa; il pittore tuttavia si schermisce affermando che l'anima della nuova duchessa si cela ancora dietro una maschera di velluto e che pertanto dovrà attendere prima di poter eseguire il ritratto. Pertanto si lascia convincere da Cesare a seguirlo a Roma per un periodo di sei mesi. 
Intanto Lucrezia fugge da Ferrara e raggiunge Tiziano che si trova in un accampamento militare, al seguito delle truppe di Cesare. Tiziano mostra a Lucrezia il ritratto alcuni quadri, da cui Lucrezia si rende conto che a far uccidere il suo precedente giovane marito è stato proprio suo fratello. Scoperta la verità, torna subito a Ferrara e si allea con Alfonso d'Este, miracolosamente scampato all'avvelenamento. Grazie al nuovo cannone, le truppe del Borgia vengono costrette alla ritirata mentre Michelotto, che rifiuta di arrendersi, viene ucciso.

## Produzione
Sulla leggenda che circonda i due più celebri personaggi della famiglia rinascimentale di origine spagnola (Cesare Borgia, immancabilmente rappresentato come  violento arrivista senza scrupoli, e sua sorella Lucrezia, raffigurata invece come cinica, dissoluta e avvelenatrice) si basano numerosi romanzi e almeno una quarantina di film realizzati a partire dal 1910. La verità storica è molto più complessa rispetto a quanto tramandato dalla leggenda, ma anche questo film si basa sugli stessi luoghi comuni.
Il regista Mitchell Leisen, colto cineasta che si era contraddistinto soprattutto come direttore di commedie, dovette fare del suo meglio per salvare una sceneggiatura di Michael Hogan e Cyril Hume basata appunto sugli stereotipi che conosciamo. Con un passato di disegnatore e collaboratore di Cecil B. DeMille, ricostruì una attendibile Ferrara grazie al lavoro di quattro fra scenografi e decoratori. Il film fu prodotto da Richard Maibaum per la Paramount Pictures e girato nei Paramount Studios a Hollywood, Los Angeles, California, dal 1º settembre al 22 ottobre 1948. Il titolo di lavorazione fu  A Mask for Lucretia. Ray Milland era stato prescelto per il ruolo di Alfonso I d'Este, ma rifiutò.

## Inesattezze storiche
- Il pittore Tiziano appare subito in scena, intento a dipingere il ritratto di Alfonso d'Este e, in tutta la prima parte del film, sembra essere assiduamente presente a corte, mentre si sa che in realtà frequentò la città estense solo in maniera sporadica, quando fu incaricato di eseguire delle scene di baccanali collocate nei Camerini d'alabastro del Castello.
- Nel corso della vicenda, Lucrezia tenta di avvelenare suo marito, in obbedienza ai voleri di suo fratello, ma l'episodio non è mai avvenuto. Alfonso e Lucrezia vissero insieme per 17 anni ed ebbero sette figli. L'ultimo parto fu fatale alla duchessa, che morì a 39 anni dopo aver trascorso gli ultimi anni da terziaria francescana.
- Tiziano frequentò la corte estense, anche se in modo saltuario, tra il 1516 e il 1524; nel film risulta presente a Ferrara nel 1500, raffigurato come trentenne mentre in realtà avrebbe dovuto avere poco più di dieci anni. La sua carriera fu una delle più brillanti nella storia della pittura: dopo gli anni ferraresi lavorò per la Serenissima Repubblica di Venezia, per varie corti europee e per il papato. Morì ricco e celebre, poco meno che novantenne durante un'epidemia di peste che aveva colpito la città lagunare nel 1576.
- Tiziano non eseguì mai ritratti di Cesare Borgia, tanto meno fu mai invitato da quest'ultimo a Roma, città che il pittore in realtà visitò soltanto nel 1545.
- Cesare Borgia in realtà non attaccò mai né Ferrara, né Venezia. In quegli anni era occupato nella conquista dei ducati di Camerino e Urbino. Le sue sanguinose imprese si fermarono quando morì suo padre Papa Alessandro VI, rimasto l'unico a proteggerlo. Il suo successore Papa Giulio II lo mandò in esilio in Spagna, dove morì di sifilide appena trentunenne.[1]

## Colonna sonora
- Give My Love - scritta da Jay Livingston, Ray Evans e Troy Sanders
- The Wine of Old Giuseppe - scritta da Jay Livingston, Ray Evans e Troy Sanders
- The Nightingale and the Rose - musica di Victor Young, parole di Clemence Dane

## Distribuzione
Il film fu distribuito con il titolo Bride of Vengeance negli Stati Uniti dal 7 aprile 1949 al cinema dalla Paramount Pictures.
Altre distribuzioni:
- in Svezia il 1º agosto 1949 (Hämndens borg)
- in Portogallo il 23 settembre 1949 (Lucrécia Bórgia)
- in Francia il 28 settembre 1949 (La vengeance des Borgia)
- in Finlandia il 21 ottobre 1949 (Koston morsian)
- in Danimarca il 14 novembre 1949 (Lucretia Borgias hævn)
- in Belgio (La vengeance des Borgia e De wraak van de Borgia's)
- nei Paesi Bassi (De bruid der wrake)
- in Italia (La maschera dei Borgia)
- in Spagna (La máscara de los Borgia)
- in Grecia (Loukritia Vorgia)
- in Brasile (O Veneno dos Bórgias)

## Critica
Secondo Leonard Maltin il film è una "tiepida rievocazione in costume dell'Italia medievale".

## Promozione
La tagline è: Not since the ever famous "Kitty" has Paramount brought you Paulette Goddard in a picture as spectacular as this adventure-filled story of the strangest bridal night in history..